# 2019 en sport automobile
2018 2020
L'année 2019 en sport automobile a été marquée par de nombreux événements. Lewis Hamilton a été sacré pour la sixième fois champion du monde de Formule 1, Simon Pagenaud a remporté les 500 miles d'Indianapolis, Jean-Eric Vergne est devenu double champion du monde de Formule E et enfin l'écurie Toyota a remporté pour la deuxième année de suite les 24 heures du Mans avec ses trois pilotes Sébastien Buémi, Kazuki Nakajima et Fernando Alonso.

## Faits marquants de l'année2019ensport automobile
- Charles Leclerc signe sa première pole position en Formule 1 lors du Grand Prix de Bahreïn[1].
- Lewis Hamilton remporte le Grand Prix de Chine, le 1000e de l'histoire de la Formule 1[2].
- Simon Pagenaud remporte les 500 miles d'Indianapolis devant Alexander Rossi et Takuma Satō[3].
- Toyota remporté pour la deuxième année de suite les 24 heures du Mans avec ses trois pilotes Sébastien Buémi, Kazuki Nakajima et Fernando Alonso.
- Jean-Eric Vergne conserve son titre de champion du monde en Formule E, après le ePrix de New-York[4].
- Antonio Giovinazzi marque ses premiers points en Formule 1 grâce à une dixième place lors du Grand Prix d'Autriche[5].
- Robert Kubica marque 1 point pour son retour en Formule 1 lors du Grand Prix d'Allemagne[6].
- Anthoine Hubert, jeune pilote français de Formule 2, décède à la suite d'un accident durant la course principale du GP de Belgique[7].
- Charles Leclerc signe sa première victoire lors du Grand Prix de Belgique[8].
- Lewis Hamilton remporte son sixième titre de champion du monde de Formule 1[9].
- Nick De Vries remporte, à 24 ans, le championnat du monde de Formule 2[10].
- Robert Shwartzman remporte le championnat du monde de Formule 3[11].
- Ott Tänak stoppe l'hégémonie française en WRC et devient champion du monde à 32 ans[12].
- Pierre Gasly signe son premier podium, lors du Grand Prix du Brésil, en terminant à la 2e place. Carlos Sainz Jr. signe également son premier podium en terminant 3e[13].
- Nico Hülkenberg quitte la Formule 1 à l'issue du Grand Prix d'Abou Dabi, remplacé par Esteban Ocon chez Renault Sport F1[14].

## Résumé de la saison

### Par discipline

#### Formule 1

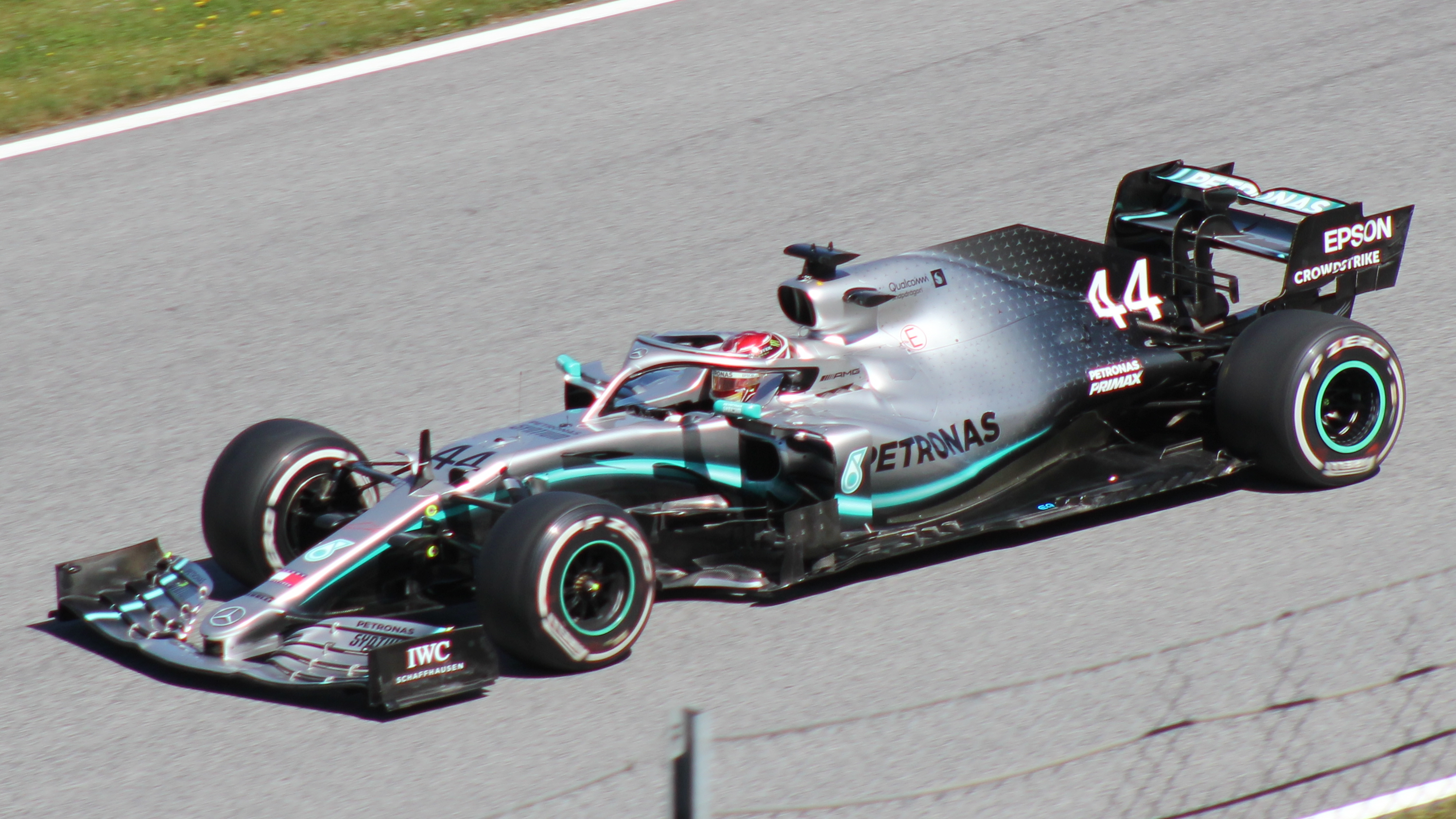
Lewis Hamilton, au volant de sa Mercedes lors du Grand Prix d'Autriche.

Le championnat de Formule 1 2019 entame sa 70e édition. La compétition passe un cap le 14 avril 2019 lors du Grand Prix de Chine où est disputé le millième Grand Prix de l'histoire du championnat. À noter pour cette saison, un nouveau système de points qui accorde un point supplémentaire pour l'auteur du meilleur tour en course seulement s'il se classe parmi les dix premiers à l'arrivée.
À la veille des premiers essais de la saison prévus à Melbourne pour le Grand Prix d'Australie, le directeur de course Charlie Whiting, personnage central des Grands Prix de Formule 1 depuis plus de vingt ans, décède le 14 mars des suites d'une embolie pulmonaire à l'âge de 66 ans .
Mercedes Grand Prix domine totalement le début de championnat 2019 et établit un nouveau record avec cinq doublés à l'arrivée des cinq premières courses. La Scuderia Ferrari qui avait totalement dominé les essais de pré-saison est à la traine, l'écurie dirigée par Mattia Binotto souffre en ce début de saison et ne rivalise en aucun point avec les Flèches d'Argent. La saison est également marquée par le décès, quelques jours avant le Grand Prix de Monaco, du triple champion du monde autrichien Niki Lauda, également directeur non-exécutif de Mercedes depuis 2012, et décisif dans l'arrivée de Lewis Hamilton comme pilote de l'écurie allemande en 2013.

Lors du Grand Prix du Japon, Mercedes remporte son sixième titre consécutif des constructeurs, à quatre courses de la fin, et égale ainsi la performance de la Scuderia Ferrari, championne de 1999 à 2004. Le 3 novembre, en se classant deuxième derrière son coéquipier Valtteri Bottas lors du Grand Prix des États-Unis, Lewis Hamilton est sacré champion du monde pour la sixième fois après 2008,  2014,  2015,  2017 et 2018. Il dépasse ainsi Juan Manuel Fangio (cinq titres) et revient à un sacre du record détenu par Michael Schumacher depuis 2004. Au terme de la saison, il devance Valtteri Bottas et Max Verstappen. Les deux pilotes Ferrari, Charles Leclerc et Sebastian Vettel finissent quant à eux quatrième et cinquième. Pour les constructeurs, Ferrari prend la deuxième place et Red Bull Racing la troisième ; le même classement qu'en 2017 et 2018.

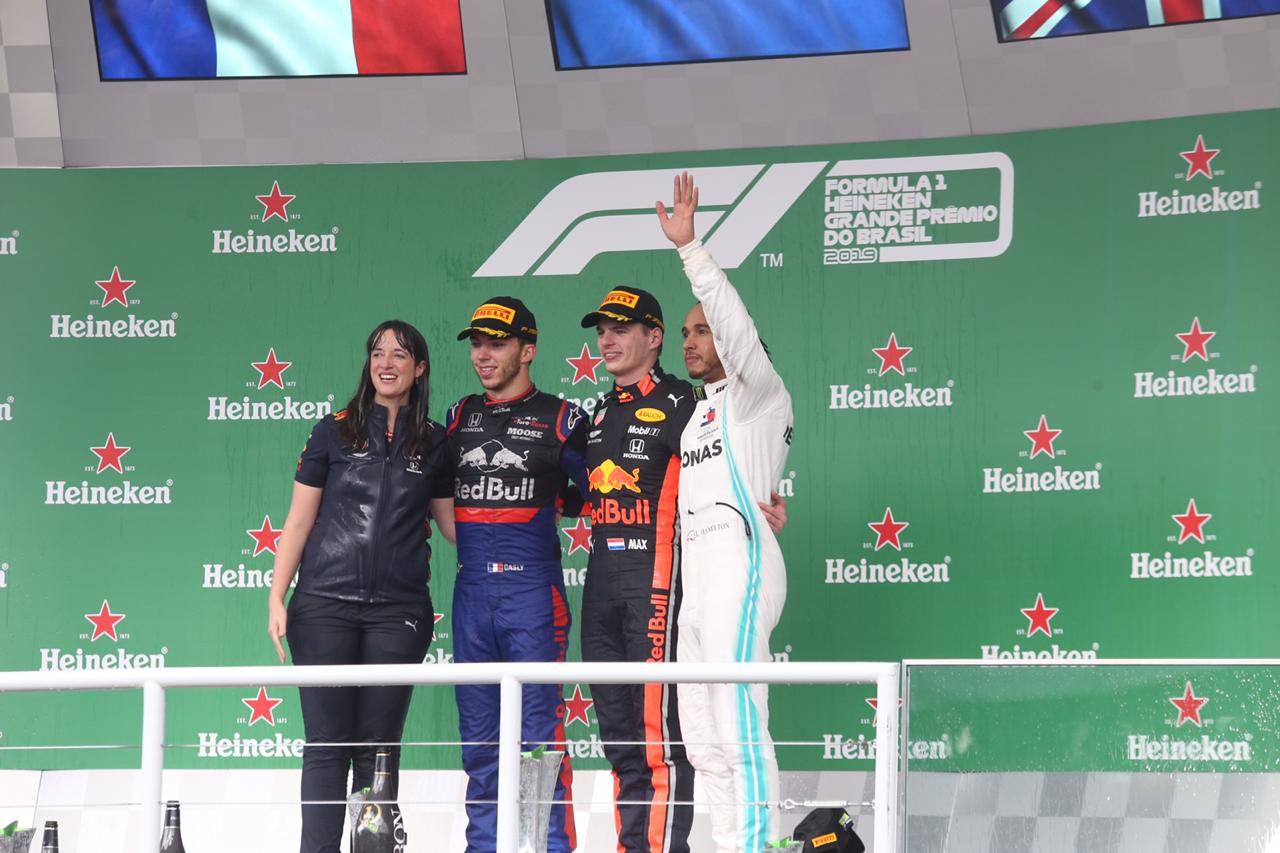
Max Verstappen, vainqueur du Grand Prix du Brésil 2019 avec à sa droite Pierre Gasly et à sa gauche Lewis Hamilton.

La saison voit à nouveau les trois écuries de pointe accumuler toutes les victoires et la quasi-totalité des podiums, elles n'en laissent que trois : deux pour Toro Rosso (Daniil Kvyat troisième en Allemagne, Pierre Gasly deuxième au Brésil) et un pour McLaren (Carlos Sainz troisième au Brésil). Les victoires et tous les autres podiums se répartissent entre Hamilton (onze victoires, dix-sept podiums), Valtteri Bottas (quatre victoires, quinze podiums), Max Verstappen (trois victoires, neuf podiums), Charles Leclerc (deux victoires, dix podiums), par ailleurs pilote ayant réalisé le plus grand nombre de pole positions cette année (sept), et Sebastian Vettel (une victoire, neuf podiums). 
Hamilton est le seul à marquer des points dans les vingt-et-une courses de la saison, et établit deux nouveaux records : en points (413) et pour avoir mené au moins un tour dans dix-neuf courses cette année.  Son écurie poursuit sa domination entamée au début de l'ère des moteurs V6 turbo hybrides en 2014 avec cette année neuf doublés, parvenant à un total de 102 victoires dont 89 ont été obtenues durant cette période. La fin de saison est marquée par l'annonce du départ de Nico Hülkenberg de la Formule 1, en 2020 il sera remplacé par Esteban Ocon chez Renault. L'allemand quitte donc la discipline reine du sport automobile après 177 départs et 0 podium, il détient le record du nombre de participations en Grand Prix sans être monté sur le podium.  

#### Formule 2

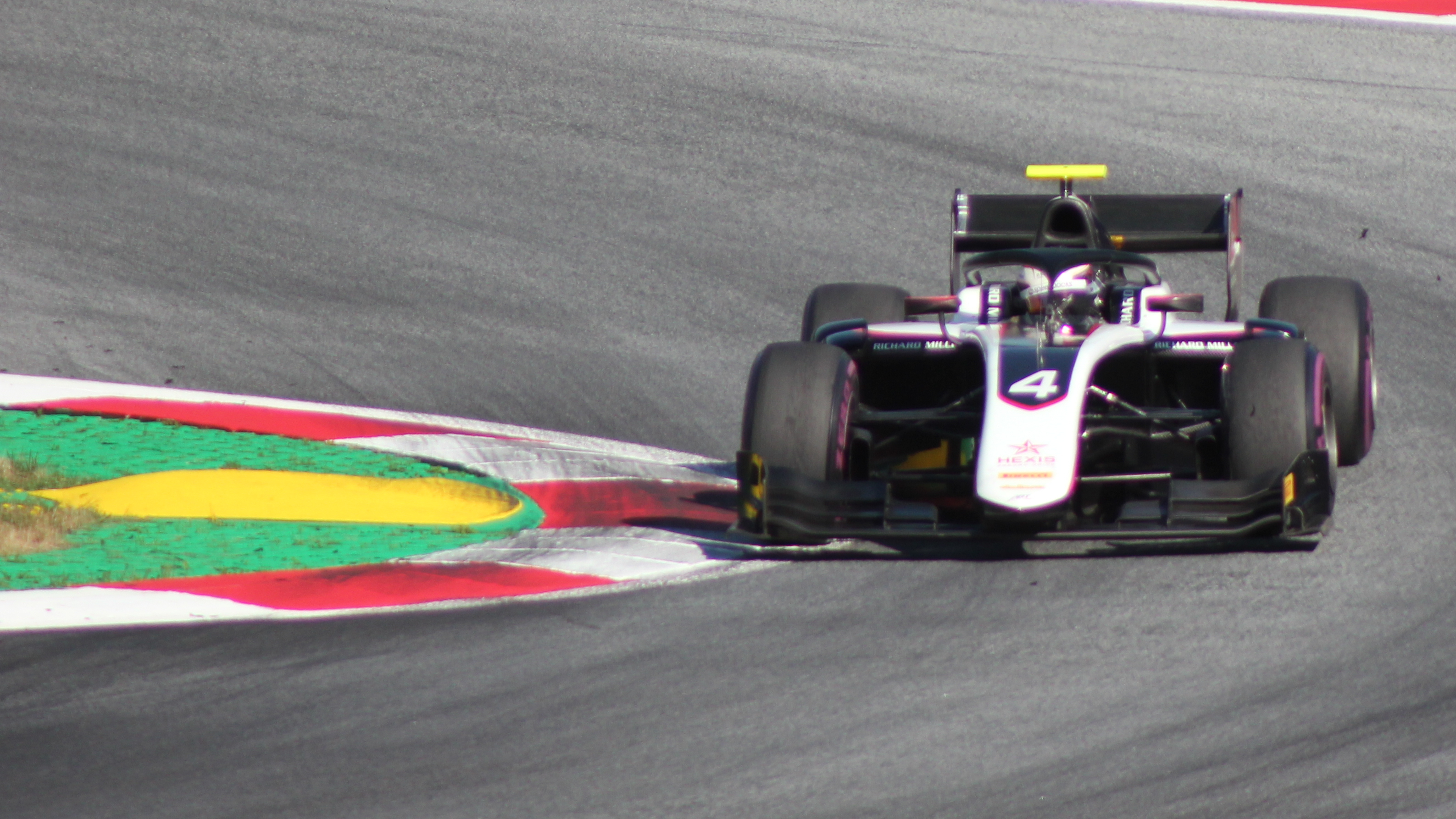
Nyck de Vries, au volant de sa ART Grand Prix, sur le circuit de Spielberg.

En 2019, le championnat du monde de Formule 2 entame sa 3e édition, succédant au championnat de GP2 Series. Victorieux de trois des six premières courses, Nicholas Latifi devient vite l'homme à battre en ce début de saison. Seul Luca Ghiotto rivalise en course avec le canadien mais le pilote Virtuosi paie ses nombreux abandons et voit, petit à petit, Nyck De Vries revenir dans la course. La suite de la saison voit donc ces trois pilotes se battre pour la tête du championnat. Malheureusement, un événement tragique va venir interrompre cette saison. Le 31 août, pendant la course longue sur le circuit de Spa-Francorchamps, un accrochage intervient entre plusieurs pilotes dans le peloton. Anthoine Hubert, jeune pilote français de 22 ans, sort violemment de la piste à la sortie du Raidillon de l'Eau Rouge. Sa monoplace se désintègre et est coupée en deux. Le Rhodanien décède quelques heures après son accident. Les deux courses du week-end furent annulées. 
Les trois derniers Grands Prix vont profiter à Nyck De Vries, qui va conforter sa place de leader en montant sur le podium à quatre reprises durant les six dernières courses. À 24 ans, le néerlandais devient champion du monde de Formule 2 devant Nicholas Latifi et Luca Ghiotto.

#### WRC

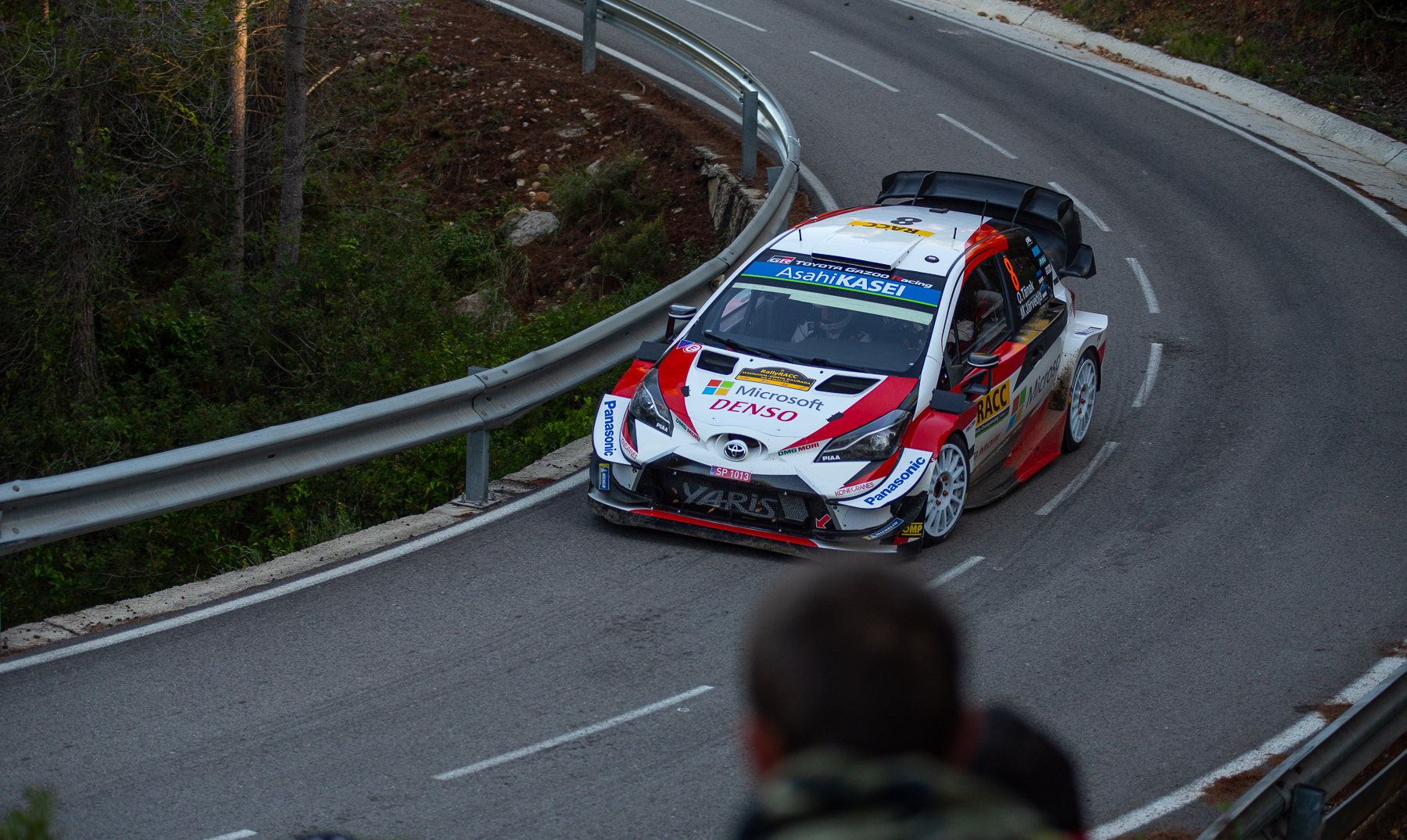
Ott Tänak, au volant sa Toyota Yaris lors du rallye de Catalogne.

Le championnat du monde des rallyes 2019 est marquée par la lutte pour le titre entre trois pilotes, Sébastien Ogier, Thierry Neuville et Ott Tänak. À noter qu'une manche fait son apparition cette année avec le rallye du Chili, portant le nombre total de manches à quatorze.
De retour chez Citroën, Sébastien Ogier remporte le rallye inaugural de Monte-Carlo. Le français de 35 ans montre ainsi à ses concurrents qu'il sera dans le coup pour jouer les premiers rôles. Mais la suite de la saison sera plus compliquée pour lui, Tänak reprend la première place au classement des pilotes après la 41e place du français lors du rallye d'Italie. 
Trois succès plus tard, l'estonien est sacré champion du monde des pilotes de WRC devançant le régulier Thierry Neuville et Sébastien Ogier. Ce succès met ainsi fin à quinze ans de domination française dans la discipline (9 titres pour Sébastien Loeb de 2004 à 2012 et 6 titres pour Sébastien Ogier de 2013 à 2018). Au classement constructeurs, Hyundai décroche son premier titre devant Toyota.

#### Indycar
Le championnat IndyCar 2019 est la 24e édition du championnat d'IndyCar Series. La saison comporte 17 courses à son calendrier. L'événement principal reste les 500 miles d'Indianapolis, course remportée par le pilote français Simon Pagenaud. C'est la première fois qu'un français remporte les 500 miles depuis Gaston Chevrolet, en 1920. L'américain Josef Newgarden remporte pour la seconde fois de sa carrière le titre pilote, devançant Simon Pagenaud et Alexander Rossi. Le double champion d'IndyCar comptabilise 4 succès en 2019.

#### Formule E
Le championnat de Formule E 2019 est marqué par l'arrivée de trois anciens pilotes de Formule 1, Felipe Massa, Pascal Wehrlein et Stoffel Vandoorne. En treize courses, neuf pilotes différents remportent au mois une course. Malgré un classement très serré, Jean-Eric Vergne conserve son titre de champion du monde de Formule E. Vainqueur à trois reprises, le français devance Sébastien Buemi et Lucas di Grassi. L'ancien pilote Toro Rosso devient ainsi le premier double champion du monde de la discipline.

### Par mois

#### Janvier
- 12 janvier (Formule E) : EPrix de Marrakech
- 26 janvier (Formule E) : EPrix de Santiago
- 27 janvier (WRC) : Rallye du Monte-Carlo

#### Février
- 16 février (Formule E) : EPrix de Mexico
- 17 février (WRC) : Rallye de Suède

#### Mars
- 10 mars :
  - (Formule E) EPrix de Honk Kong
  - (IndyCar) Grand Prix de St. Petersburg
  - (WRC) Rallye du Mexique
- 14 mars (Formule 1) : Décès de Charlie Whiting, directeur de course et personnage central de la Formule 1 depuis plus de vingt ans.
- 17 mars (Formule 1) : Grand Prix d'Australie
- 23 mars (Formule E) : EPrix de Sanya
- 24 mars (IndyCar) : Grand Prix d'Austin
- 31 mars :
  - (WRC) Rallye de France - Tour de Corse
  - (Formule 1) Grand Prix de Bahreïn

#### Avril
- 7 avril (IndyCar) : Grand Prix d'Alabama
- 13 avril (Formule E) : EPrix de Rome
- 14 avril :
  - (Formule 1) Grand Prix de Chine
  - (Indycar) Grand Prix de Long Beach
- 27 avril (Formule E) : EPrix de Paris
- 28 avril :
  - (WRC) Rallye d'Argentine
  - (Formule 1) Grand Prix d'Azerbaïdjan

#### Mai
- 11 mai :
  - (Formule E) : EPrix de Monaco
  - (IndyCar) : Grand Prix d'Indianapolis
- 12 mai :
  - (WRC) Rallye du Chili
  - (Formule 1) Grand Prix d'Espagne
- 20 mai (Formule 1) : Décès de Niki Lauda, triple champion du monde de Formule 1 et président non-exécutif de Mercedes depuis 2012.
- 25 mai (Formule E) : EPrix de Berlin
- 26 mai :
  - (Formule 1) Grand Prix de Monaco
  - (IndyCar) 500 miles d'Indianapolis

#### Juin
- 2 juin :
  - (IndyCar) Grand Prix de Detroit
  - (WRC) Rallye du Portugal
- 9 juin : 
  - (Formule 1) Grand Prix du Canada
  - (Indycar) Grand Prix de Texas 600
- 16 juin :
  - (WEC) Toyota remporte les 24 heures du Mans avec son trio de pilotes Fernando Alonso, Kazuki Nakajima et Takuma Satō.
  - (WRC) Rallye d'Italie - Sardaigne
- 22 juin (Formule E) : EPrix de Berne
- 23 juin :
  - (Formule 1) Grand Prix de France
  - (Indycar) Grand Prix Road America
- 30 juin (Formule 1) : Grand Prix d'Autriche

#### Juillet
- 13 juillet (Formule E) : EPrix de New York 1re course
- 14 juillet :
  - (Formule 1) Grand Prix de Grande-Bretagne
  - (Formule E) EPrix de New York 2e course
  - (Indycar) Grand Prix de Toronto
- 20 juillet (Indycar) : Iowa Corn 300 Grand Prix
- 28 juillet :
  - (Formule 1) Grand Prix d'Allemagne
  - (Indycar) Grand Prix de Mid-Ohio

#### Août
- 4 août :
  - (WRC) Rallye de Finlande
  - (Formule 1) Grand Prix de Hongrie
- 18 août (Indycar) : Grand Prix de Pocono
- 24 août (Indycar) : Grand Prix de Gateway
- 25 août (WRC) : Rallye d'Allemagne
- 31 août (Formule 2) : Décès d'Anthoine Hubert, jeune pilote français de Formule 2, à la suite d'un accident durant la course sprint du Grand Prix de Belgique.

#### Septembre
- 1 septembre :
  - (Formule 1) Grand Prix de Belgique
  - (Indycar) Grand Prix de Portland
- 8 septembre (Formule 1) : Grand Prix d'Italie
- 15 septembre (WRC) : Rallye de Turquie
- 22 septembre :
  - (Formule 1) Grand Prix de Singapour
  - (Indycar) Laguna Seca IndyCar Grand Prix
- 29 septembre (Formule 1) : Grand Prix de Russie

#### Octobre
- 6 octobre (WRC) : Rallye de Grande-Bretagne
- 13 octobre (Formule 1) : Grand Prix du Japon
- 27 octobre :
  - (WRC) Rallye d'Espagne
  - (Formule 1) Grand Prix du Mexique

#### Novembre
- 3 novembre (Formule 1) : Grand Prix des États-Unis
- 17 novembre
  - (WRC) : Rallye d'Australie
  - (Formule 1) : Grand Prix du Brésil

#### Décembre
- 1er décembre (Formule 1) : Grand Prix d’Abou Dabi